# Juliette Binoche
Juliette Binoche (Párizs, 1964. március 9. –) Oscar-, BAFTA-, César- és Európai Filmdíjas francia színésznő, az Európai Filmakadémia tiszteletbeli elnöke.

## Élete és pályafutása
Művészcsaládból származik, édesapja szobrász és színházi rendező, édesanyja irodalomtanár és színésznő volt. 15 évesen egy párizsi középiskola színészi tagozatára, majd a Nemzeti Színművészeti Iskolába járt. 1982-ben 18 évesen epizódszerepet kapott egy független filmben, a Liberty Belle-ben. Az elkövetkező öt évben, míg karrierjét próbálta építeni, eladóként egy párizsi áruházban és festménymodellként keresett némi pluszpénzt.
Első nagy áttörést hozó szerepét 24 évesen, Philip Kaufman filmjében A lét elviselhetetlen könnyűségében kapta, mely Milan Kundera regényének filmes változata. Az elismertséget a lengyel rendező Krzysztof Kieślowski Három szín filmtrilógiája hozta meg számára, a Három szín: kékben nyújtott alakításáért César-díjat, Európai Filmdíjat, és a Velencei Filmfesztiválon a legjobb női főszereplőnek járó díjat kapott.
Pályája csúcsát 1996-ban Az angol beteg című film jelentette, ahol egy Hana nevű ápolónőt alakít a második világháború idején játszódó, Almásy László életét feldolgozó alkotásban. A film 12 Oscar-jelölésből 9 díjat söpört be, Juliette Binoche mint a legjobb női mellékszereplő kapott díjat. 2000-ben szintén Oscarra jelölték, Joanne Harris regényének filmváltozatában a Csokoládéban nyújtott alakításáért.
Londonban színpadon is játszott 1999-től a Naked című darabban, majd innen került át a Broadway-re. Ő a francia filmtörténet legjobban fizetett színésznője.
2024. május 1-jével – Agnieszka Holland utódjaként – megválasztották az Európai Filmakadémia tiszteletbeli elnökének.

## Magánélete
Két gyermeke van: Raphael 1993-ban született Andre Halletól és Hana, aki 1999-ben született Benoît Magimeltől.

## Filmográfia

### Film
| Év   | Magyar cím                       | Eredeti cím                                     | Szerep                         | Magyar hang        |
| ---- | -------------------------------- | ----------------------------------------------- | ------------------------------ | ------------------ |
| 1983 |                                  | Liberty Belle                                   | lány a rallyn                  |                    |
| 1985 | Üdvözlégy, Mária!                | Je vous salue, Marie                            | Juliette                       |                    |
| 1985 | A csajok                         | Les nanas                                       | Antoinette                     | Tóth Ildikó        |
| 1985 | Családi élet                     | La vie de famille                               | Natacha                        | Hámori Eszter      |
| 1985 |                                  | Adieu blaireau                                  | Brigitte                       |                    |
| 1985 | Randevú                          | Rendez-vous                                     | Nina                           | Földes Eszter      |
| 1985 | Randevú                          | Rendez-vous                                     | Nina                           | Stéfán-Bodor Mária |
| 1985 | Micsoda élet                     | Le meilleur de la vie                           | Vernica barátja a bárban       |                    |
| 1986 |                                  | Mon beau-frère a tue ma soeur                   | Esther Bouloire                |                    |
| 1986 | Rossz vér                        | Mauvais sang                                    | Anna                           | Papp Ági           |
| 1986 | Rossz vér                        | Mauvais sang                                    | Anna                           | Tóth Ildikó        |
| 1988 | A lét elviselhetetlen könnyűsége | The Unbearable Lightness of Being               | Tereza                         | Farkasházi Réka    |
| 1989 |                                  | Un tour de manège                               | Elsa                           |                    |
| 1991 | A Pont-Neuf szerelmesei          | Les amants du Pont-Neuf                         | Michele Stalens                | Murányi Tünde      |
| 1992 | Üvöltő szelek                    | Wuthering Heights                               | Cathy / Catherine              | Györgyi Anna       |
| 1992 | Üvöltő szelek                    | Wuthering Heights                               | Cathy / Catherine              | Balázs Ági         |
| 1992 | Végzet                           | Damage                                          | Anna Barton                    | Nagy-Kálózy Eszter |
| 1993 | Három szín: kék                  | Trois couleurs: Bleu                            | Julie Vignon                   | Udvaros Dorottya   |
| 1994 | Három szín: fehér                | Trois couleurs: Blanc                           | Julie Vignon                   |                    |
| 1994 | Három szín: piros                | Trois couleurs: Rouge                           | Julie Vignon                   |                    |
| 1995 | Huszár a tetőn                   | Le hussard sur le toit                          | Pauline de Théus               | Györgyi Anna       |
| 1995 | Huszár a tetőn                   | Le hussard sur le toit                          | Pauline de Théus               | Solecki Janka      |
| 1996 | Kanapé New Yorkban               | Un divan á New York                             | Beatrice Saulnier              | Kisfalvi Krisztina |
| 1996 | Kanapé New Yorkban               | Un divan á New York                             | Beatrice Saulnier              | Györgyi Anna       |
| 1996 | Az angol beteg                   | The English Patient                             | Hana                           | Györgyi Anna       |
| 1998 | Alice és Martin                  | Alice et Martin                                 | Alice                          |                    |
| 1999 | Az évszázad gyermekei            | Les enfants du siècle                           | George Sand                    | Györgyi Anna       |
| 2000 | A sziget foglya                  | La Veuve de Saint-Pierre                        | Pauline (Madame La)            | Ráckevei Anna      |
| 2000 | Ismeretlen kód                   | Code inconnu: Récit incomplet de divers voyages | Anne                           | Györgyi Anna       |
| 2000 | Csokoládé                        | Chocolat                                        | Vianne Rocher                  | Györgyi Anna       |
| 2002 | Félix és Rose – Szerelmi légott  | Décalage horaire                                | Rose                           | Györgyi Anna       |
| 2004 | Az én hazámban                   | Country of My Skull                             | Anna Malan                     |                    |
| 2005 | Mária Magdolna                   | Mary                                            | Marie Palesi / Mária Magdolna) | Tóth Ildikó        |
| 2005 | Szavak és érzések                | Bee Season                                      | Miriam                         | Tóth Enikő         |
| 2005 | Rejtély                          | Caché                                           | Anne Laurent                   | Györgyi Anna       |
| 2006 | Párizs, szeretlek!               | Paris, je t'aime                                | Suzanne                        | Györgyi Anna       |
| 2006 | Tíz nap szeptemberben            | Quelques jours en septembre                     | Irene                          | Györgyi Anna       |
| 2006 | Bűnös viszonyok                  | Breaking and Entering                           | Amira                          | Györgyi Anna       |
| 2006 |                                  | Le monde n'est pas un panorama (rövidfilm)      | A nő                           |                    |
| 2007 |                                  | Le Voyage du ballon rouge                       | Suzanne                        |                    |
| 2007 | Kivonulás                        | Disengagement                                   | Ana                            | Györgyi Anna       |
| 2007 | Dan és a szerelem                | Dan in Real Life                                | Marie                          | Györgyi Anna       |
| 2007 | Dan és a szerelem                | Dan in Real Life                                | Marie                          | Németh Borbála     |
| 2008 | Párizs                           | Paris                                           | Élise                          | Györgyi Anna       |
| 2008 | Nyári időszámítás                | L' Heure d'été                                  | Adrienne                       | Németh Borbála     |
| 2008 |                                  | Shirin                                          | nő a közönségben               |                    |
| 2010 | Hiteles másolat                  | Copie conforme                                  | Elle                           | Györgyi Anna       |
| 2011 | Senki fia                        | The Son of No One                               | Loren Bridges                  | Bertalan Ágnes     |
| 2011 | Szex felsőfokon                  | Elles                                           | Anne                           |                    |
| 2012 | Valaki más élete                 | La vie d'une autre                              | Marie Speranski                | Györgyi Anna       |
| 2012 | Cosmopolis                       | Cosmopolis                                      | Didi Fancher                   | Györgyi Anna       |
| 2012 | Nyitott szívvel                  | A cœur ouvert                                   | Mila                           | Györgyi Anna       |
| 2013 | Camille Claudel, 1915            | Camille Claudel 1915                            | Camille Claudel                |                    |
| 2013 | Ezerszer is jó éjszakát!         | Tusen ganger god natt                           | Rebecca                        | Györgyi Anna       |
| 2013 | Apropó szerelem                  | Words and Pictures                              | Dina Delsanto                  | Györgyi Anna       |
| 2014 | Godzilla                         | Godzilla                                        | Sandra Brody                   | Györgyi Anna       |
| 2014 | Sils Maria felhői                | Clouds of Sils Maria                            | Maria Enders                   | Györgyi Anna       |
| 2015 |                                  | Nadie quiere la noche                           | Josephine Peary                |                    |
| 2015 |                                  | 7 Letters                                       | A nő                           |                    |
| 2015 |                                  | Mara (rövidfilm)                                | Mara                           |                    |
| 2015 | A várakozás                      | L'attesa                                        | Anna Remigi                    |                    |
| 2015 | A harminchármak                  | The 33                                          | María Segovia                  | Györgyi Anna       |
| 2016 | A sors kegyeltjei… meg a többiek | Ma Loute                                        | Aude Van Peteghem              |                    |
| 2016 |                                  | Polina, danser sa vie                           | Liria Elsaj                    |                    |
| 2017 | Páncélba zárt szellem            | Ghost in the Shell                              | Dr. Ouelet                     | Györgyi Anna       |
| 2017 | Páncélba zárt szellem            | Ghost in the Shell                              | Dr. Ouelet                     | Hámori Eszter      |
| 2017 | Bébibumm                         | Telle mère, telle fille                         | Mado                           | Györgyi Anna       |
| 2017 | Jöjj el napfény!                 | Un beau soleil intérieur                        | Isabelle                       |                    |
| 2018 | Látomás                          | Vision                                          | Jeanne                         |                    |
| 2018 | Kettős életek                    | Non-Fiction                                     | Selena                         |                    |
| 2018 | Csillagok határán                | High Life                                       | Dibs                           | Györgyi Anna       |
| 2019 | Szerelemre kattintva             | Celle que vous croyez                           | Claire                         | Györgyi Anna       |
| 2019 |                                  | Infraction (rövidfilm)                          | Amandine                       |                    |
| 2019 | Az igazság                       | La vérité                                       | Lumir                          |                    |
| 2020 | Hogyan legyél jó feleség?        | La bonne épouse                                 | Paulette Van der Beck          |                    |
| 2021 |                                  | Ouistreham                                      | Marianne Winckler              |                    |
| 2021 |                                  | Sous les pavés, la plage (rövidfilm)            | ismeretlen szerep              |                    |
| 2022 | Szerelemmel, szenvedéllyel       | Avec amour et acharnement                       | Sara                           |                    |
| 2022 | Országút a paradicsomban         | Paradise Highway                                | Sally                          | Hámori Eszter      |
| 2022 | A gimis srác                     | Le lycéen                                       | Isabelle Ronis                 |                    |
| 2023 | A szenvedély íze                 | La passion de Dodin Bouffant                    | Eugénie                        | Györgyi Anna       |
| 2024 |                                  | The Return                                      | Pénelopé                       |                    |

### Televízió
| Év   | Magyar cím             | Eredeti cím                 | Szerep            | Megjegyzések                                  |
| ---- | ---------------------- | --------------------------- | ----------------- | --------------------------------------------- |
| 1983 |                        | Dorothée, danseuse de corde | ismeretlen szerep | tévéfilm                                      |
| 1985 |                        | Fort bloqué                 | Nicole            | tévéfilm                                      |
| 1991 | Szenvedélyes viszonyok | Women & Men 2               | Mara              | - tévéfilm - magyar hangja: - Zakariás Éva    |
| 2011 |                        | Mademoiselle Julie          | Julie kisasszony  | tévéfilm                                      |
| 2017 |                        | Dix pour cent               | önmaga            | 1 epizód                                      |
| 2022 | Az utolsó lépcsőfok    | The Staircase               | Sophie Brunet     | - minisorozat - magyar hangja: - Györgyi Anna |
| 2024 |                        | The New Look                | Coco Chanel       | televíziós sorozat                            |

## Fontosabb díjak, jelölések
Oscar-díj
- 2001 jelölés: legjobb női főszereplő – Csokoládé
- 1997 díj: legjobb női mellékszereplő – Az angol beteg

Golden Globe-díj
- 2001 jelölés: legjobb női főszereplő – Csokoládé
- 1997 jelölés: legjobb női mellékszereplő – Az angol beteg
- 1994 jelölés: legjobb női főszereplő – Három szín: Kék

Európai Filmdíj
- 2019 díj: legjobb európai teljesítmény a világ filmművészetében[10]
- 2017 jelölés: legjobb európai színésznő – Jöjj el napfény!
- 2005 jelölés: legjobb európai színésznő – Rejtély
- 2001 díj: legjobb európai színésznő – Csokoládé
- 1997 díj: az év legjobb európai színésznője – Az angol beteg
- 1992 díj: Felix-díj a legjobb színésznőnek – A Pont-Neuf szerelmesei

César-díj
- 2023 jelölés: legjobb színésznő – Ouistreham
- 2085 jelölés: legjobb színésznő – Jöjj el napfény!
- 2015 jelölés: legjobb színésznő – Sils Maria felhői
- 2003 jelölés: legjobb színésznő – Félix és Rose
- 2001 jelölés: legjobb színésznő – A sziget foglya
- 1996 jelölés: legjobb színésznő – Huszár a tetőn
- 1994 díj: legjobb színésznő – Három szín: Kék
- 1993 jelölés: legjobb színésznő – Végzet
- 1992 jelölés: legjobb színésznő – A Pont-Neuf szerelmesei
- 1987 jelölés: legjobb színésznő – Rossz vér
- 1986 jelölés: legjobb színésznő – Randevú

BAFTA-díj
- 2001 jelölés: legjobb női főszereplő – Csokoládé
- 1997 díj: legjobb női mellékszereplő – Az angol beteg

National Board of Review
- 1996 díj: legjobb női mellékszereplő – Az angol beteg

Berlini Nemzetközi Filmfesztivál
- 1997 díj: legjobb női főszereplő – Az angol beteg
- 1993 díj: Berlinale Camera

Cannes-i Fesztivál
- 2010 díj: legjobb női alakítás – Hiteles másolat

Velencei Nemzetközi Filmfesztivál
- 1994 díj: Volpi Kupa (legjobb női főszereplő) – Három szín: Kék

Sant Jordi-díj
- 1994 díj: Legjobb külföldi színésznő – Három szín: kék

Screen Actors Guild-díj
- 2001 jelölés: legjobb női főszereplő – Csokoládé
- 2001 jelölés: legjobb szereplőgárda (mozifilm) – Csokoládé
- 1997 jelölés: legjobb szereplőgárda – Az angol beteg
- 1997 jelölés: legjobb női mellékszereplő – Az angol beteg

Romy Schneider-díj
- 1986 díj: Prix Romy Schneider

A Londoni Filmkritikusok Körének díja
- 2006 jelölés: az év színésznője – Rejtély